# Bez względu na barwy
Bez względu na barwy – tytuł artykułu Jana Dziadula opublikowanego w „Polityce” 30 września 1989 r. o buncie 54 milicjantów z Miejskiego Urzędu Spraw Wewnętrznych w Piekarach Śląskich, którzy 7 września dostarczyli nowemu premierowi Tadeuszowi Mazowieckiemu list o sytuacji w Milicji Obywatelskiej oraz propozycje demokratycznych zmian w tej instytucji. Autorami listu byli kpt. Roman Hula i kpt. Janusz Strzyczkowski, a sygnowało go 85 funkcjonariuszy, co stanowiło prawie cały skład osobowy jednostki.
Zgodę na kontakt funkcjonariuszy z dziennikarzem wydał dowodzący Wojewódzkim Urzędem Spraw Wewnętrznych w Katowicach płk. Zdzisław Wewer, po uzyskaniu aprobaty komendanta głównego MO gen. Zenona Trzcińskiego i ministra spraw wewnętrznych i wicepremiera gen. Czesława Kiszczaka.
Sygnatariusze listu żądali oddzielenia Milicji Obywatelskiej od Służby Bezpieczeństwa, likwidacji wydziałów politycznych w komendach milicji, reorganizacji ZOMO, odpolitycznienia służby, przywrócenia do pracy funkcjonariuszy zwolnionych za przekonania lub próby utworzenia niezależnych związków zawodowych w poprzednich latach, zrównania w prawach otrzymywania paszportu i legalizacji istnienia niezależnego związku zawodowego, który powstał w komendzie w Piekarach Śląskich. Jak zaznaczono w artykule, milicjanci domagali się, by formacja ta służyła wszystkim obywatelom, bez względu na przynależność organizacyjną i wyznanie, a tym samym by nie była milicją partyjną. W związku z tym, funkcjonariusze ogłosili złożenie legitymacji PZPR, których posiadanie było dotychczas wymagane od oficerów tej formacji, i którą posiadało do tamtej pory 80% milicjantów z piekarskiej komendy.
Artykuł był jedną z przyczyn powołania wiosną 1990 r. Policji i utworzenia w niej NSZZ Policjantów, którego pierwszym przewodniczącym został kpt. Roman Hula.
W trzydziestą rocznicę publikacji artykułu, jego autor otrzymał, decyzją Zarządu Głównego NSZZ Policjantów Krzyż Niepodległości z Gwiazdą KL. I za „wybitne zasługi patriotyczne i działalność dla NSZZ Policjantów”.